# Mysuru (distrikt)
Mysurudistriktet finns i den indiska delstaten Karnataka, och gränsar i nordöst till Mandyadistriktet, i sydöst till Chamrajnagardistriktet, i söder till delstaten Kerala, i väst till Kodagudistriktet och i norr till Hassandistriktet. Yta 6 268 km², folkmängd 2 624 911 invånare (2001), vilket är en ökning med 15,04% sedan 1991. Huvudort är Mysuru.
Cauveryfloden rinner genom nordvästra och östra delarna av distriktet. Dammen Krishna Raja Sagar finns i norra delen av distriktet.